# Hyllus fusciventris
Hyllus fusciventris là một loài nhện trong họ Salticidae.
Loài này thuộc chi Hyllus. Hyllus fusciventris được Embrik Strand miêu tả năm 1906.